# Rödbergstjärnen, Jämtland
Rödbergstjärnen är en sjö i Krokoms kommun i Jämtland och ingår i Indalsälvens huvudavrinningsområde.